# Lac Bixley
Le lac Bixley est situé à Wentworth dans les Laurentides, au Québec.

## Toponymie
Le toponyme lac Bixley a été officialisé le 27 février 1970 à la Banque des noms de lieux de la Commission de toponymie du Québec.